# Cupaniopsis serrata
Cupaniopsis serrata är en kinesträdsväxtart som först beskrevs av Ferdinand von Mueller, och fick sitt nu gällande namn av Ludwig Radlkofer. Cupaniopsis serrata ingår i släktet Cupaniopsis och familjen kinesträdsväxter. Inga underarter finns listade i Catalogue of Life.